# Daniel Vukovic
Daniel Vukovic (* 19. Februar 1986 in North York, Ontario) ist ein ehemaliger kanadisch-schweizerischer Eishockeyspieler, der im Verlauf seiner aktiven Karriere unter anderem für den Genève-Servette HC und die SC Rapperswil-Jona Lakers in der National League gespielt hat.
Vukovic galt als defensivorientierter Verteidiger, dessen Stärken insbesondere das harte Körperspiel sowie seine Führungsqualitäten innerhalb der Mannschaft waren. Er besitzt neben der kanadischen Staatsbürgerschaft auch einen Schweizer Pass und fiel somit nicht unter das Ausländerkontingent in der Schweiz.

## Karriere
Vukovic begann seine Karriere in der Saison 2002/03 bei den St. Michael’s Buzzers in der kanadischen Juniorenliga Ontario Provincial Junior Hockey League in seiner Heimatprovinz. Zwischen 2004 und 2008 stand er für das Universitätsteam der Michigan State University in der Central Collegiate Hockey Association, welche in den Spielbetrieb der NCAA eingegliedert ist, auf dem Eis. 2007 gewann er mit den "Spartans" den College-Meistertitel.
Im Sommer 2008 entschied sich Vukovic für einen Wechsel nach Europa und unterschrieb einen Vertrag beim Schweizer Klub Genève-Servette HC aus der National League A. Dort konnte er sich der Verteidiger aufgrund seines soliden Defensivspiels auf Anhieb als Stammspieler im Kader etablieren und erreichte mit Genf den Play-off-Final in der Saison 2009/10 sowie den Gewinn des prestigeträchtigen Spengler Cups in den Jahren 2013 und 2014. Der Rechtsschütze fungiert seit der Spielzeit 2014/15 als Assistenzkapitän der Mannschaft und hielt nach mehreren Vertragsverlängerungen einen Kontrakt bis zum Ende der Saison 2018/19.
Nach dem Ende der Saison 2018/19 verliess er – nach insgesamt elf Jahren und 551 bestrittenen Spielen für den Klub – Servette und wechselte zu den SC Rapperswil-Jona Lakers. Nach der Spielzeit 2020/21 beendete er seine aktive Karriere.

## Erfolge und Auszeichnungen
- 2013 Spengler-Cup-Gewinn mit dem Genève-Servette HC
- 2014 Spengler-Cup-Gewinn mit dem Genève-Servette HC
- 2015 Spengler-Cup-Gewinn mit dem Team Canada
- 2016 Spengler-Cup-Gewinn mit dem Team Canada

## Karrierestatistik
(Legende zur Spielerstatistik: Sp oder GP = absolvierte Spiele; T oder G = erzielte Tore; V oder A = erzielte Assists; Pkt oder Pts = erzielte Scorerpunkte; SM oder PIM = erhaltene Strafminuten; +/− = Plus/Minus-Bilanz; PP = erzielte Überzahltore; SH = erzielte Unterzahltore; GW = erzielte Siegtore; 1 Play-downs/Relegation; Kursiv: Statistik nicht vollständig)